# ATP Buenos Aires 2005 - Qualificazioni singolare
Le qualificazioni del singolare  dell'ATP Buenos Aires 2005 sono state un torneo di tennis preliminare per accedere alla fase finale della manifestazione. I vincitori dell'ultimo turno sono entrati di diritto nel tabellone principale. In caso di ritiro di uno o più giocatori aventi diritto a questi sono subentrati i lucky loser, ossia i giocatori che hanno perso nell'ultimo turno ma che avevano una classifica più alta rispetto agli altri partecipanti che avevano comunque perso nel turno finale.
Le qualificazioni del torneo ATP Buenos Aires 2005 prevedevano 32 partecipanti di cui 4 sono entrati nel tabellone principale.

## Teste di serie
1. Guillermo García López (ultimo turno)
2. Janko Tipsarević (primo turno)
3. Rubén Ramírez Hidalgo (secondo turno)
4. Franco Squillari (secondo turno)

1. Nicolás Lapentti (primo turno)
2. Marc López (Qualificato)
3. Alessio Di Mauro (ultimo turno)
4. Olivier Patience (secondo turno)

## Qualificati
1. Marc López
2. Peter Luczak

1. Juan Pablo Guzmán
2. Federico Luzzi

## Tabellone

### Legenda
| - Q = Qualificato - WC = Wild card - LL = Lucky loser | - ALT = Alternate - SE = Special Exempt - PR = Protected Ranking | - w/o = Walkover - r = Ritirato - d = Squalificato |

### Sezione 1
|  | Primo turno          | Primo turno            | Primo turno            | Primo turno | Primo turno |  |  | Secondo turno | Secondo turno          | Secondo turno          | Secondo turno | Secondo turno |   |   | Ultimo turno | Ultimo turno           | Ultimo turno | Ultimo turno | Ultimo turno |  |
|  |                      |                        |                        |             |             |  |  |               |                        |                        |               |               |   |   |              |                        |              |              |              |  |
|  | 1                    | Guillermo García López | Guillermo García López | 6           | 6           |  |  |               |                        |                        |               |               |   |   |              |                        |              |              |              |  |
|  |                      | Juan Antonio Marín     | Juan Antonio Marín     | 3           | 4           |  |  | 1             | Guillermo García López | Guillermo García López | 6             | 6             |   |   |              |                        |              |              |              |  |
|  | Franco Ferreiro      | Franco Ferreiro        | 7                      | 4           | 6           |  |  |               | Franco Ferreiro        | Franco Ferreiro        | 1             | 1             |   |   |              |                        |              |              |              |  |
|  | Juan-Pablo Brzezicki | Juan-Pablo Brzezicki   | 5                      | 6           | 1           |  |  |               |                        |                        |               |               |   |   | 1            | Guillermo García López | 2            | 6            | 4            |  |
|  | Cristian Villagran   | Cristian Villagran     | Cristian Villagran     | 6           | 7           |  |  |               |                        | 6                      | Marc López    | 6             | 3 | 6 |              |                        |              |              |              |  |
|  | Paul Capdeville      | Paul Capdeville        | Paul Capdeville        | 4           | 6(4)        |  |  |               | Cristian Villagran     | 7                      | 0             | 3             |   |   |              |                        |              |              |              |  |
|  | 6                    | Marc López             | Marc López             | 6           | 6           |  |  | 6             | Marc López             | 6(3)                   | 6             | 6             |   |   |              |                        |              |              |              |  |
|  |                      | Leonardo Azzaro        | Leonardo Azzaro        | 2           | 2           |  |  |               |                        |                        |               |               |   |   |              |                        |              |              |              |  |

### Sezione 2
|  | Primo turno              | Primo turno              | Primo turno              | Primo turno | Primo turno |  |  | Secondo turno            | Secondo turno            | Secondo turno | Secondo turno    | Secondo turno    |   |   | Ultimo turno | Ultimo turno | Ultimo turno | Ultimo turno | Ultimo turno |  |
|  |                          |                          |                          |             |             |  |  |                          |                          |               |                  |                  |   |   |              |              |              |              |              |  |
|  |                          | Peter Luczak             | 3                        | 6           | 4           |  |  |                          |                          |               |                  |                  |   |   |              |              |              |              |              |  |
|  | 2                        | Janko Tipsarević         | 6                        | 3           | 3r          |  |  | Peter Luczak             | Peter Luczak             | 6             | 4                | 6                |   |   |              |              |              |              |              |  |
|  | Martín Vassallo Argüello | Martín Vassallo Argüello | Martín Vassallo Argüello | 6           | 6           |  |  | Martín Vassallo Argüello | Martín Vassallo Argüello | 3             | 6                | 4                |   |   |              |              |              |              |              |  |
|  | Mariano Delfino          | Mariano Delfino          | Mariano Delfino          | 3           | 0           |  |  |                          |                          |               |                  |                  |   |   |              | Peter Luczak | Peter Luczak | 6            | 6            |  |
|  | Nicolas Devilder         | Nicolas Devilder         | Nicolas Devilder         | 6           | 6           |  |  |                          |                          | 7             | Alessio Di Mauro | Alessio Di Mauro | 1 | 4 |              |              |              |              |              |  |
|  | Ignacio Gonzalez-King    | Ignacio Gonzalez-King    | Ignacio Gonzalez-King    | 4           | 1           |  |  |                          | Nicolas Devilder         | 6             | 3                | 4                |   |   |              |              |              |              |              |  |
|  | 7                        | Alessio Di Mauro         | Alessio Di Mauro         | 6           | 6           |  |  | 7                        | Alessio Di Mauro         | 3             | 6                | 6                |   |   |              |              |              |              |              |  |
|  |                          | Horacio Zeballos         | Horacio Zeballos         | 1           | 1           |  |  |                          |                          |               |                  |                  |   |   |              |              |              |              |              |  |

### Sezione 3
|  | Primo turno       | Primo turno              | Primo turno              | Primo turno | Primo turno |  |  | Secondo turno | Secondo turno         | Secondo turno         | Secondo turno | Secondo turno |   |   | Ultimo turno      | Ultimo turno      | Ultimo turno      | Ultimo turno | Ultimo turno |  |
|  |                   |                          |                          |             |             |  |  |               |                       |                       |               |               |   |   |                   |                   |                   |              |              |  |
|  | 3                 | Rubén Ramírez Hidalgo    | Rubén Ramírez Hidalgo    | 6           | 6           |  |  |               |                       |                       |               |               |   |   |                   |                   |                   |              |              |  |
|  |                   | Gaston-Arturo Grimolizzi | Gaston-Arturo Grimolizzi | 2           | 2           |  |  | 3             | Rubén Ramírez Hidalgo | Rubén Ramírez Hidalgo | 6(5)          | 1             |   |   |                   |                   |                   |              |              |  |
|  | Juan Pablo Guzmán | Juan Pablo Guzmán        | Juan Pablo Guzmán        | 6           | 6           |  |  |               | Juan Pablo Guzmán     | Juan Pablo Guzmán     | 7             | 6             |   |   |                   |                   |                   |              |              |  |
|  | Galo Blanco       | Galo Blanco              | Galo Blanco              | 3           | 0           |  |  |               |                       |                       |               |               |   |   | Juan Pablo Guzmán | Juan Pablo Guzmán | Juan Pablo Guzmán | 6            | 6            |  |
|  | Albert Portas     | Albert Portas            | Albert Portas            | 6           | 7           |  |  |               |                       | Albert Portas         | Albert Portas | Albert Portas | 4 | 3 |                   |                   |                   |              |              |  |
|  | Gustavo Marcaccio | Gustavo Marcaccio        | Gustavo Marcaccio        | 1           | 6(4)        |  |  |               | Albert Portas         | Albert Portas         | 6             | 6             |   |   |                   |                   |                   |              |              |  |
|  | 8                 | Olivier Patience         | Olivier Patience         | 6           | 6           |  |  | 8             | Olivier Patience      | Olivier Patience      | 4             | 4             |   |   |                   |                   |                   |              |              |  |
|  |                   | Damián Patriarca         | Damián Patriarca         | 4           | 3           |  |  |               |                       |                       |               |               |   |   |                   |                   |                   |              |              |  |

### Sezione 4
|  | Primo turno         | Primo turno         | Primo turno         | Primo turno | Primo turno |  |  | Secondo turno  | Secondo turno    | Secondo turno    | Secondo turno  | Secondo turno |   |   | Ultimo turno | Ultimo turno | Ultimo turno | Ultimo turno | Ultimo turno |  |
|  |                     |                     |                     |             |             |  |  |                |                  |                  |                |               |   |   |              |              |              |              |              |  |
|  | 4                   | Franco Squillari    | 7                   | 5           | 6           |  |  |                |                  |                  |                |               |   |   |              |              |              |              |              |  |
|  |                     | Andres Dellatorre   | 6(6)                | 7           | 5r          |  |  | 4              | Franco Squillari | Franco Squillari | 4              | 6(5)          |   |   |              |              |              |              |              |  |
|  | Júlio Silva         | Júlio Silva         | 6                   | 1           | 6           |  |  |                | Júlio Silva      | Júlio Silva      | 6              | 7             |   |   |              |              |              |              |              |  |
|  | Boris Pašanski      | Boris Pašanski      | 3                   | 6           | 1           |  |  |                |                  |                  |                |               |   |   | Júlio Silva  | Júlio Silva  | 2            | 6            | 4            |  |
|  | Diego Moyano        | Diego Moyano        | Diego Moyano        | 6           | 7           |  |  |                |                  | Federico Luzzi   | Federico Luzzi | 6             | 4 | 6 |              |              |              |              |              |  |
|  | Didac Perez-Minarro | Didac Perez-Minarro | Didac Perez-Minarro | 1           | 6(8)        |  |  | Diego Moyano   | Diego Moyano     | Diego Moyano     | 4              | 1             |   |   |              |              |              |              |              |  |
|  |                     | Federico Luzzi      | Federico Luzzi      | 6           | 6           |  |  | Federico Luzzi | Federico Luzzi   | Federico Luzzi   | 6              | 6             |   |   |              |              |              |              |              |  |
|  | 5                   | Nicolás Lapentti    | Nicolás Lapentti    | 3           | 2           |  |  |                |                  |                  |                |               |   |   |              |              |              |              |              |  |